# Hooligan
Hooligan es un anglicismo utilizado para  los hinchas de nacionalidad británica que producen disturbios o realizan actos vandálicos (hooliganismo), que en ocasiones pueden derivar en tragedias como la acontecida en Heysel. Aunque el concepto destaca a partir de la década de 1960, ya en 1912 hubo que suspender un partido entre Liverpool y Manchester United debido al hooliganismo.

## Etimología

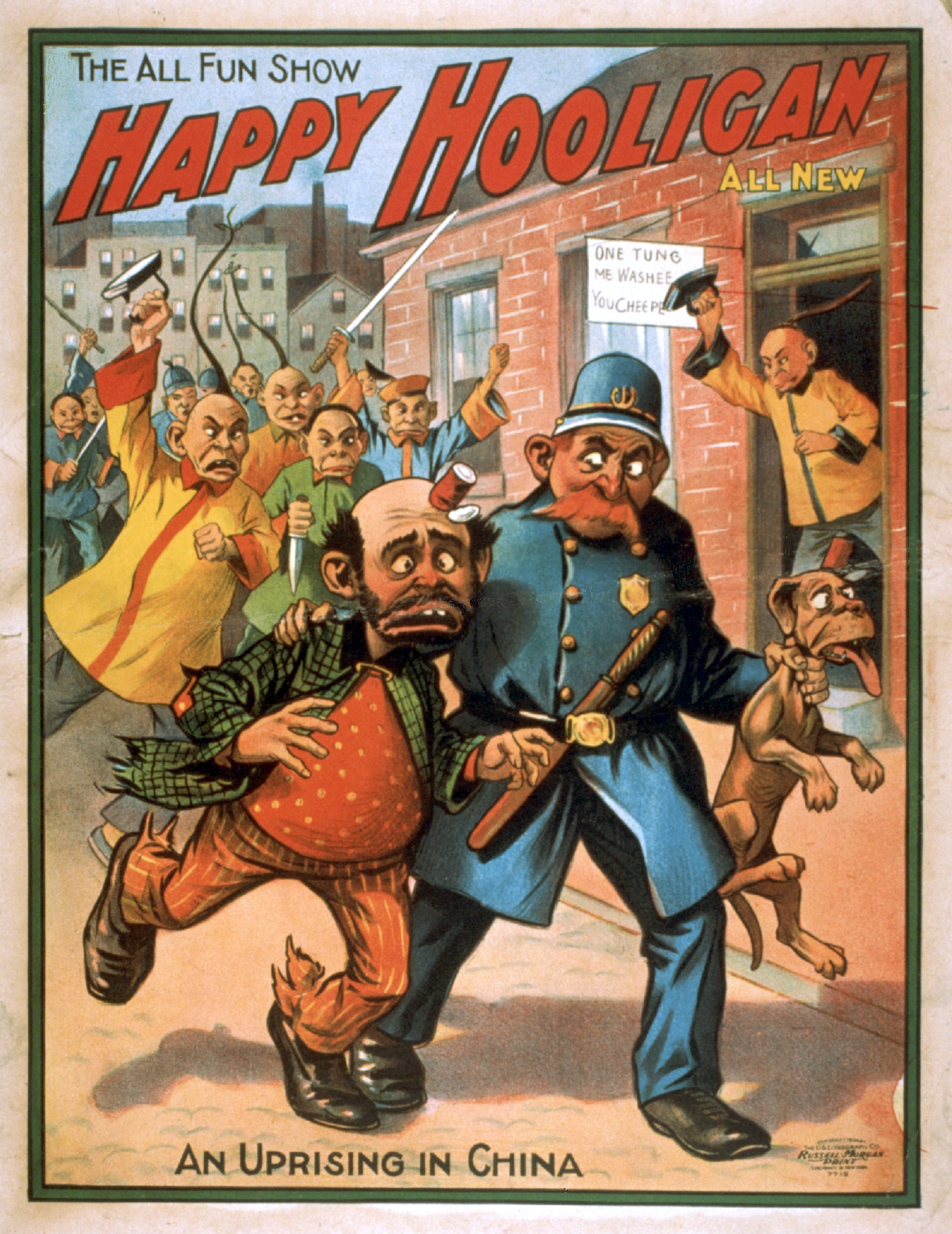
Happy Hooligan.

El término puede derivar del apellido Hooligan o Houlihan. La opinión popular inglesa atribuye el nombre a un informe de la policía de Londres que data del año 1898 donde aparecía el término, y que publicó The Times. Por otra parte, el término hooliganism ya apareció en la prensa escrita en 1898, y Arthur Conan Doyle lo utilizó en su relato corto «The Adventure of the Six Napoleons», publicado en 1904 en The Strand Magazine. En una de las primeras referencias, el libro Hooligan Nights, publicado en 1899, el autor afirmaba que el término tenía su origen en un delincuente común de Southwark (Londres), Patrick Hooligan, que mató a un policía y murió en la cárcel.
Otros usos de principios del siglo XX incluyen una popular canción que hablaba de una ruidosa familia irlandesa, también de Southwark, con dicho apellido. Incluso había una tira cómica de un personaje irlandés del mismo nombre que se publicaba en el periódico Funny Folks.
También se especula sobre la posibilidad de que derive de una banda callejera de Islington llamada Hooley. Otra vertiente plantea que se basa en la palabra irlandesa Hooley, que significa «salvaje» o «fiesta animada».
Se dice, en general, que los grupos violentos ingleses prefieren llamarse a sí mismos The Firm («La firma»), en el sentido comercial de ser un grupo que busca financiar sus traslados y actividades.[cita requerida]

## Historia

### Origen
En Reino Unido, la prensa oficial y los portavoces del Buckingham Palace identificaron este término con la creciente ola de marginalidad, sobre todo en los grandes centros industriales. Así pues se asoció con una determinada vestimenta, un argot, unas pautas de conducta y ciertos barrios. Incluso llegó a englobar diversas acciones como robos, prostitución, robos a ciudadanos en la vía pública o el percibir los subsidios oficiales destinados a los desempleados.[cita requerida]

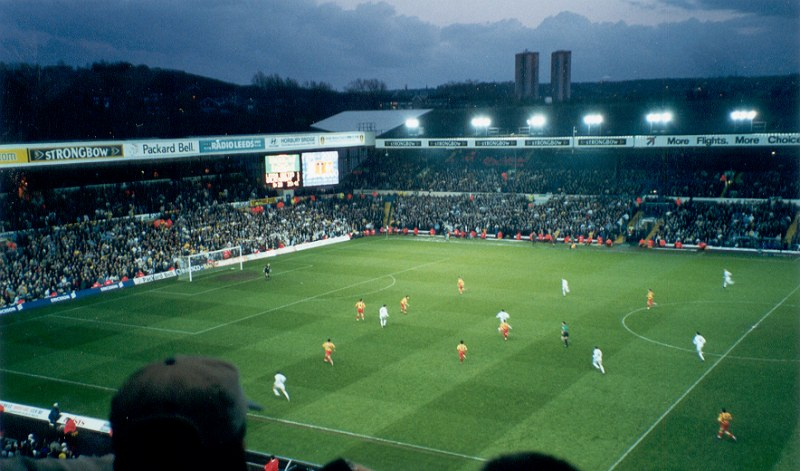
Partido entre el Galatasaray y Leeds United perteneciente a la copa UEFA del 2000. Después del primer tiempo, dos hinchas del Leeds murieron en una pelea entre hooligans.

No hubo una clara intención de diferenciar a los grupos violentos de los actos relacionados con el mundo del fútbol. De este modo los hooligans propiamente dichos, los desocupados o excluidos del sistema, fueron asimilados en todo el mundo a las barras bravas de Sudamérica y ultras del resto de Europa.

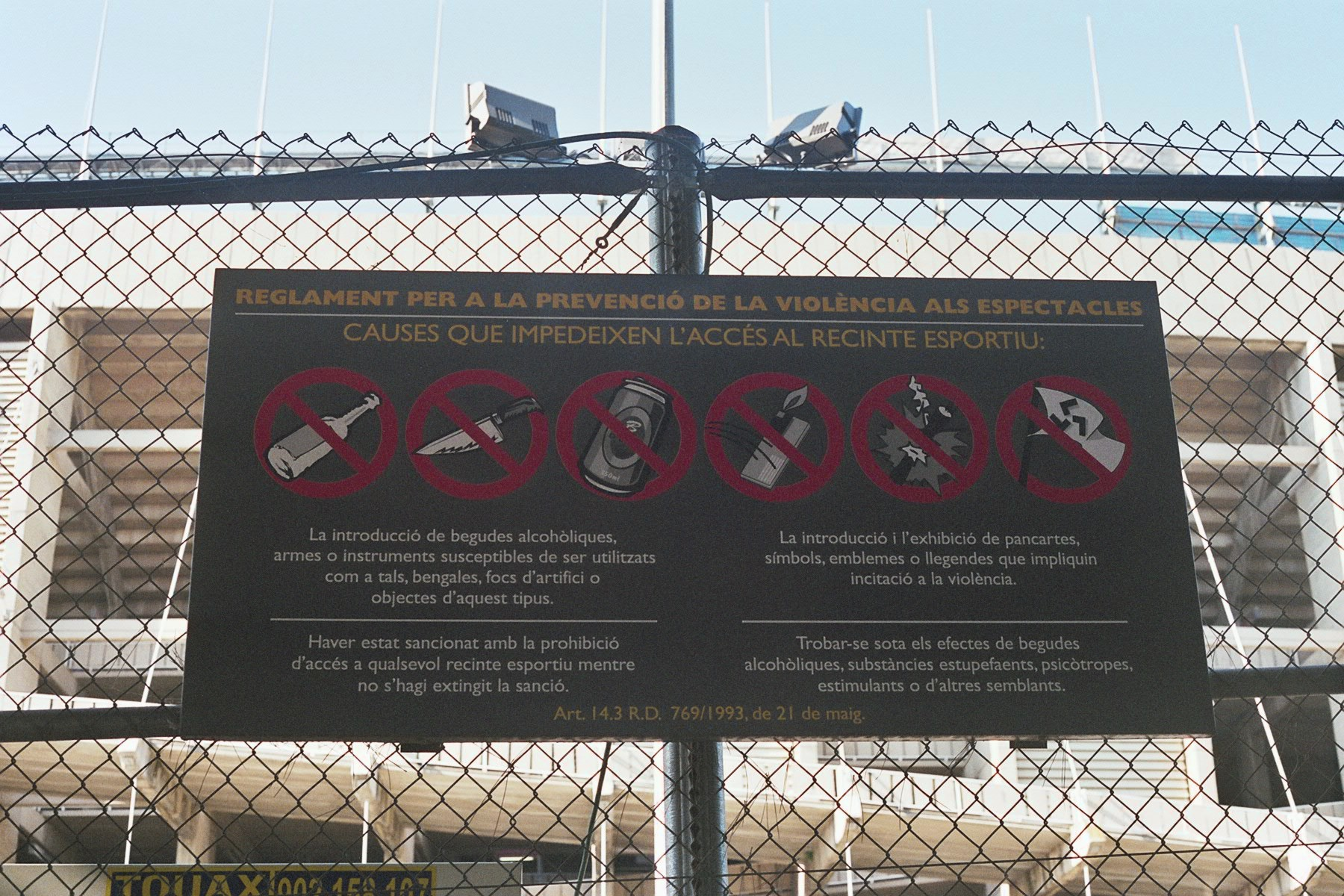
Cartel en el Camp Nou.

### Sucesos y legislación vigente
En el año 2000, cuando la UEFA deliberó sobre la adjudicación de la Copa Mundial de Fútbol de 2006, la candidatura de Inglaterra se vio gravemente comprometida debido a unos altercados producidos en Charleroi y Bruselas por parte de hooligans ingleses. Finalmente y tras una ajustada final, el país elegido fue Alemania, quedando Sudáfrica en segundo lugar. Este último país obtendría sin embargo la organización de la siguiente copa (Copa Mundial de Fútbol de 2010). El punto fuerte de Alemania era su política «anti-hooligan», que tuvo una gran aceptación. En Reino Unido más de 3.000 personas se vieron obligadas a entregar sus pasaportes y no les fueron devueltos hasta el término del Mundial, para evitar altercados.
En la Unión de Repúblicas Socialistas Soviéticas (URSS), el hooliganismo (хулиганство) se consideraba un crimen bajo el código penal de las repúblicas soviéticas. El artículo 213 de dicho código definía el hooliganismo como «cualquier conducta que deliberadamente viole el orden público y exprese faltas de respeto explícitas hacia los pilares de la sociedad», lo cual podía incluir un amplio rango de conductas, como la vagancia, el acoso y lenguaje vulgar. Frecuentemente esta ley fue utilizada en contra de disidentes políticos. El hooliganismo aún se mantiene cubierto bajo los códigos administrativos y criminales de Rusia, y es aplicable a personas mayores de 16 años. El hooliganismo es clasificado en tres grados, hooliganismo malicioso (злостное хулиганство), hooliganismo (хулиганство) y hooliganismo menor (мелкое хулиганство). El hooliganismo menor es «sujeto a procedimientos administrativos» y clasificado como una infracción. Mayoritariamente es aplicado a desórdenes callejeros y peleas urbanas juveniles. El hooliganismo malicioso es definido como estar comprometido «con cinismo extraordinario, con resistencia a la aplicación de la ley, con uso de armas o intento de este, o cometido por un reincidente».
En Rusia, el hooliganismo es usado frecuentemente por las autoridades para encubrir la verdadera naturaleza de burlas xenófobas, quizás con motivo de disminuir la seriedad de las ofensas cometidas.
Aunque el movimiento hooligan no se manifestó hasta la década de los ochenta del siglo XX en los Balcanes, lo cierto es que su aparición fue extremadamente virulenta. Los altercados entre hinchas croatas y serbios en la antigua Yugoslavia eran fiel reflejo del ambiente de crispación reinante. Tanto es así, que durante la separación del antiguo país, la UEFA decidió prohibir que los partidos del campeonato europeo se jugasen en estadios yugoslavos hasta el fin del conflicto.
En Italia este fenómeno es inusitadamente violento, lo que ha llevado a crear una legislación específica para este tipo de conflictos. En ella se contempla el uso de tornos eléctricos, cámaras de seguridad y la inclusión del nombre del comprador y su asiento en la entrada. Todo ello para facilitar la tarea de identificación de hooligans. Más aún, en el Estadio Olímpico de Roma se han instalado unas sillas especiales llamadas «anti-hooligans» que no pueden ser arrancadas y tiradas. Se encuentran en una parte del estadio, con el propósito de recibir a las aficiones de equipos ingleses.

## Ideología
Estos aficionados agresivos, seguidores de un equipo en concreto, suelen enfrentarse a menudo con los grupos del equipo contrario durante el encuentro. La tensión aumenta durante los llamados clásicos o derbis, que son encuentros entre equipos de la misma ciudad, o equipos con una gran competencia histórica.
Estos encuentros violentos entre grupos han dado lugar a numerosas muertes (un promedio de media docena al año en la década de 1990) y tragedias a lo largo de la historia del fútbol inglés. En 1985, en el estadio de Heysel (Bruselas), murieron 39 personas, en su mayoría italianos, durante un ataque de los aficionados del Liverpool, que esa noche jugaba con la Juventus la final de la Copa de Europa. Trasladados los muertos y heridos el partido se jugó igual.
A partir de los años sesenta del siglo XX muchas subculturas juveniles como los skinhead, herbert, mod, punk o rude boy se han visto ligadas al movimiento hooligan.[cita requerida]

## Cultura hooligan
El surgimiento del hooligan se da en los años sesenta, cuya conducta era aceptada debido a que se consideraba un deporte de la clase obrera. Dicha conducta se trasformó en una conducta desviada al ingresar a la clase media al mundo del fútbol, estereotipándose al fanático de la clase obrera como hooligan, siendo los varones, jóvenes y la clase baja los principales integrantes que mostraban agresividad. Esta conducta de violencia en el fútbol es contemplada a manera de ritual, una forma en la que el individuo puede reducir sus instintos violentos dentro de la vida social. Su origen se da cuando los grupos ultras con ideologías radicales, extremistas y violentas, influyen negativamente sobre jóvenes faltos de información, quienes encuentran un sentido de identidad y poder que nunca experimentaron, cuyas consecuencias eran enfrentamientos (peleas) en los partidos y agresiones con los policías.
Aunque se cree que esto es un problema que surge al buscar una respuesta a la frustración, siendo un factor social el principal influyente de estas conductas, puesto que existen en estos grupos un ambiente de protección e identificación, sin embargo Klapp, ya apuntaba que el origen del hooliganismo está en la falta de estímulos y en el aburrimiento juvenil.

## Difusión

### Término
El término está aceptado por la Real Academia Española, que lo define así: «Hooligan: hincha británico de comportamiento violento y agresivo».
En España, muchos periódicos lo utilizan en sus titulares y Mariano Rajoy, cuando era líder de la oposición, empleó el vocablo para calificar al entonces presidente del Gobierno español, José Luis Rodríguez Zapatero.

### Icono
Para promocionar el nuevo servicio de tren de alta velocidad que une París con Londres, la compañía Eurostar lanzó una campaña de publicidad que tenía como objetivo al público belga y francés. Aunque la campaña variaba de un país a otro, fue uno de los pósteres para la campaña belga el que suscitó más expectación. En él se veía el estereotipo de hooligan: un hombre joven, rapado, con el torso desnudo y con la cruz de San Jorge pintada en la espalda, orinando desde cierta distancia en una taza de té, emulando al Manneken Pis pero en versión hooligan.

## Hooligansen el cine
- En 2004 se estrenó la película The Football Factory (Diario de un Hooligan), basada en el libro del mismo título, donde se trata el mundo violento de los hooligans y cómo el protagonista comienza a replantearse su forma de vida. La película trata de poner al descubierto la violencia como forma de ocio.[26][27]

- El 2005 apareció la película Green Street Hooligans, protagonizada por Elijah Wood y Charlie Hunnam. En ella un joven es erróneamente expulsado de Harvard y se encamina a Londres a visitar a su hermana, donde cae en el «mundo hooligan». Pone de manifiesto las jerarquías dentro de estos grupos y al igual que en la anterior el gusto por la violencia en sí misma.[28]

- En 2009 se estrenó la secuela, Green Street Hooligans 2.

- El 2013 se estrenó la tercera entrega de la secuela de Green Street Hooligans, Green Street 3: Never Back Down.